# Noreia (Gnosis)
Noreia (auch Norea, Noraia, Noria, Noraitha; aramäisch für „die Feurige“) ist in einigen gnostischen Texten die Frau des Noah, die nicht in die Arche geht, sondern dem höchsten Gott dient. Die Sintflut und der Bau der Arche werden von den Archonten veranlasst. Nach der Nag-Hammadi-Schrift Wesen der Archonten ist Norea die letztgeborene Tochter von Adam und Eva, die Jungfrau, welche die Kräfte (die Archonten) nicht befleckt haben. Noah lässt Norea (darum?) nicht in die Arche gehen, woraufhin Norea diese verbrennt.
Die Figur gehört zu einem Zweig der Gnosis, der das weibliche Element des Göttlichen betont. Diese gnostische Richtung ist ursprünglich in Syrien beheimatet. Sie kommt außer in Nag Hammadi bei den Mandäern sowie in Dura Europos vor. Bischof Epiphanius von Salamis erwähnt Noreia in seinem Werk Panárion.